# Лунчуань (повіт, Гуандун)
24°06′16″ пн. ш. 115°15′05″ сх. д. / 24.10447° пн. ш. 115.25151° сх. д.
Лунчуань (кит. 龙川县, пін. Lóngchuān Xiàn) — один із повітів КНРу складі префектури Хеюань, провінція Гуандун. Адміністративний центр — містечко Лаолун.

## Географія
Лунчуань лежить у східній частині префектури у верхів'ях річки Дунцзян (басейн Сіцзян).

### Клімат
Повіт знаходиться у зоні, котра характеризується вологим субтропічним кліматом. Найтепліший місяць — липень із середньою температурою 28,4 °C. Найхолодніший місяць — січень, із середньою температурою 11,7 °С.
| Клімат повіту Лунчуань  | Клімат повіту Лунчуань | Клімат повіту Лунчуань | Клімат повіту Лунчуань | Клімат повіту Лунчуань | Клімат повіту Лунчуань | Клімат повіту Лунчуань | Клімат повіту Лунчуань | Клімат повіту Лунчуань | Клімат повіту Лунчуань | Клімат повіту Лунчуань | Клімат повіту Лунчуань | Клімат повіту Лунчуань | Клімат повіту Лунчуань |
| Показник                | Січ.                   | Лют.                   | Бер.                   | Квіт.                  | Трав.                  | Черв.                  | Лип.                   | Серп.                  | Вер.                   | Жовт.                  | Лист.                  | Груд.                  | Рік                    |
| Середній максимум, °C   | 17,4                   | 18                     | 21,3                   | 26,1                   | 29,7                   | 32                     | 34                     | 33,6                   | 31,6                   | 28,6                   | 24                     | 19,1                   | 26,3                   |
| Середня температура, °C | 11,7                   | 13,1                   | 16,5                   | 21,4                   | 24,8                   | 27,1                   | 28,4                   | 28,1                   | 26,3                   | 22,9                   | 18                     | 12,9                   | 20,9                   |
| Середній мінімум, °C    | 8,1                    | 9,9                    | 13,2                   | 18,2                   | 21,5                   | 23,9                   | 24,7                   | 24,6                   | 22,9                   | 18,9                   | 14                     | 8,9                    | 17,4                   |
| Норма опадів, мм        | 48.6                   | 103.8                  | 160.2                  | 225.7                  | 226.8                  | 279.1                  | 184.4                  | 199.9                  | 146.2                  | 36.7                   | 42.9                   | 38.8                   | 1693.1                 |
| Вологість повітря, %    | 74                     | 79                     | 81                     | 82                     | 81                     | 81                     | 78                     | 80                     | 78                     | 72                     | 71                     | 71                     | 77.3                   |
| ----------------------- | ---------------------- | ---------------------- | ---------------------- | ---------------------- | ---------------------- | ---------------------- | ---------------------- | ---------------------- | ---------------------- | ---------------------- | ---------------------- | ---------------------- | ---------------------- |
| Джерело: data.cma.cn    |                        |                        |                        |                        |                        |                        |                        |                        |                        |                        |                        |                        |                        |